# Отава (народ)
Отаве су алгонквински народ, који заједно са Алгонквинима, Оџибвама, Потаватомијима, Ниписинзима и Мисисогама чине Анишинабе групу алгонквинских народа. Културолошки и језички најближе су повезани са Алгонквинима и Оџибвама (Алгонквини, Отаве и Оџибве говоре различитим дијалектима истог језика).
У време првог контакта са Европљанима, насељавали су острво Манитулин у језеру Хјурон. На острво су у далекој прошлости њихови преци Анишинабе дошли из правца истока. Након 17. века населили су обале реке Отаве у канадској покрајини Онтарио и америчку државу Мичиген. Данас Отаве насељавају 11 резервата, 4 у САД (3 у Мичигену и 1 у Оклахоми) и 7 у Канади (Онтарио).

## Име
Име народа Отава или Одава потиче од анишинабске речи адаве (adaawe), која значи „трговати”, или „куповати и продавати”.
Суседи Отава су их назвали „трговци”, јер су имали значајну улогу у међуплеменској трговини и трампи. Отаве су трговали пре свега „кукурузним брашном, сунцокретовим уљем, крзном, кожом, дуваном и лековитим биљем”.
По Отавама име су добили главни град Канаде Отава и река Отава, који се налазе у покрајини Онтарио. Као и град Отава који је седиште округа Патнам, овај град је настао на месту последњег отавског резервата у Охају.

## Језик
Отавски је дијалекат оџибванског језика. Почетком 21. века, од око 15.000 Отава (укључујући особе мешаног порекла), њих око 500 у Мичигену и Онтариу говори отавским језиком, то јест дијалектом. У Оклахоми само троје Отава течно говори отавским.

## Историја

### Пре 17. века и 17. век
Према усменом предању Отава, њихови преци су дошли са атлантске обале. Заједно са осталим Анишинабама, дошли су до „првог места за заустављање” у близини Монтреала. Одакле је већина Анишинаба наставила пут узводно реком Сен Лорен. На „трећем месту за заустављање” у близини данашњег Детроита, јужне Анишинабе су се поделиле на Отаве, Оџибве и Потаватомије.
Отаве, Оџибве и Потаватоми су били део племенског савеза познатог по имену „веће три ватре”, које је ратовало против Ирокеза и Сијукса. 
Први контакт се Европљанима десио се 1615. када је дошло до сусрета са француским истраживачем Самјуелом де Шампленом. Отаве су ратовале против многих домородачких народа, пре свега због трговине са Европљанима. Средином 17. века, у савезу са другим алгонквинским народима из области Великих језера ушле су у рат против ирокешког племена Мохока и њихових ирокешких савезника (Даброви ратови). У овом периоду домороци су имали много веће губитке због болести него због ратова. Пре свега због недостатка стеченог имунитета на европске заразне болести, били су погођени епидемијама у којима је смртност била огромна.

### 18. век
Француски колонисти су 1701. саградили тврђаву Форт Детроит и успоставили трговинску постају. Након чега је велики број Отава дошао са острва Манитулин и населио се у њеној близини. Нова отавска насеља допирала су све до Охаја. Претходно је један број Отава већ населио северни Мичиген.
У „Француски и индијански рат” (1754–1763) Отаве су ушле на страни својих трговинских партнера Француза, а против Енглеза. Након енглеске победе у рату 1763, Понтијак је започео устанак против енглеске власти („Понтијаков рат”), али није успео да спречи насељавање Енглеза у својој области.
У Америчком рату за независност Отаве су ратовале на страни Британаца, а против Американаца. Отаве су желеле да зауставе насељавање Англоамериканаца на територију Отава у северозападном Охају и јужном Мичигену.
Отаве су заједно са другим домородачким народима америчког Северозапада, након Америчког рата за независност, ратовале против САД у „Северозападном индијанском рату” (1785–1795). Циљ домородаца је био спречавање даљег насељавања Англоамеричких колониста западно од Апалачких планина, али су били поражени.

### 19. век
Према „Гринвилском споразуму”, 1795. Отаве су предале сву своју земљу у Охају, изузев северозападног дела, који је био под контролом Детроитских Отава.
Детроитске Отаве су 1807. заједно са Оџибвама, Потаватомијима и Вајандотима (Хуронима), потписале „Детроитски споразум” са представником америчке територије Мичиген Вилијамом Халом. Којим је САД предата земља у југоисточном Мичигену и северозападном Охају. Многа потплемена Отава су се преселила након потписивања споразума у северни Мичиген. Део Отава у Охају је задржао комунално власништво над земљом у неколико малих енклава око реке Моми. Потплемена Отава су насељавала области Рош де Беф, и Вулф Рапидс око горњег тока реке Моми.
Након Рата из 1812., Охајске Отаве су 1817. потписале споразум којим су предали део своје земље, и прихватили стварање резервата Бланчардс Форк и Лит`л Оглејз Рив`р на мањем делу земље. Након доношења закона о пресељењу Индијанаца (1830), Отаве су 1831. предале ова два резервата у Охају. Четири отавска потплемена Бланчардс Крик, Лит`л Оглејз, Рош де Беф и Вулф Рапидс су затим пресељена у Канзас.

### 21. век
Почетком 21. века, укупан број регистрованих чланова федерално признатог племена Отава Оклахоме је око 4.700. У САД живи око 10.000 Отава, од којих већина у Мичигену. Још неколико хиљада живи у Онтариу у Канади.

## Резервати
- Гранд Трав`рс индијански резерват и земља која припада трасту ван резервата, Мичиген
- Лит`л Рив`р индијански резерват, Мичиген
- Лит`л Трав`рс Беј индијански резерват, Мичиген
- Отава ОТСА, Оклахома
- Поинт Гронден индијански резерват, Онтарио
- Виквемекон неуступљени индијански резерват, Онтарио
- Жибаасинг 19 индијански резерват, Онтарио
- Жибаасинг 19A индијански резерват, Онтарио
- Шешегванинг 20 индијански резерват, Онтарио
- Мичигенг 22 индијански резерват, Онтарио
- Волпол острво 46 индијански резерват, Онтарио